# Bodonci
Bodonci – wieś w Słowenii, w gminie Puconci. W 2018 roku liczyła 436 mieszkańców.